# Bulbulovití
Bulbulovití (Pycnonotidae) jsou čeledí zpěvných ptáků, k roku 2022 zahrnují 160 druhů. Zástupci této čeledi nesou v češtině jména bulbul, bulbulec či bulbulčík.
Jejich původní areál rozšíření zahrnuje pouze oblasti Starého světa, a sice od Afriky a Madagaskaru přes Střední východ až po Japonsko, Indonésii a Filipíny. Obzvlášť velké diverzity dosáhli bulbulovití v Číně. Množství druhů má poměrně omezený areál výskytu, jiní zástupci, jako bulbul zahradní (Pycnonotus barbatus), patří naopak mezi vysoce úspěšné, široce rozšířené ptáky. Bulbulovití jsou vesměs stromoví, lesní ptáci. Druhy rodu Pycnonotus jsou dobře adaptovány také na sušší stanoviště a často prosperují i v obdělávaných oblastech. Bulbulovití jsou převážně stálí ptáci, pokud provádějí migrace, bývají většinou pouze lokální.
Bulbulovití jsou středně velcí pěvci, měří 15 až 28 cm. Většinou se neobjevuje výrazný pohlavní dimorfismus, obě pohlaví mívají stejné zbarvení. Výrazným znakem bulbulů bývají různé okrasné chocholky, zbytek těla je porostlý měkkým až chmýřitým peřím. Zbarvení většinou není příliš výrazné, několik druhů má však pestře zbarvený obličej, případně i peří u kloakálního otvoru. Ocas bývá poměrně dlouhý, obvykle je zakulacený, u několika druhů mírně vykrojený.
Bulbulovití mohou vytvářet jednodruhová, nebo vícedruhová hejna, z toho bulbul perličkový (Ixonotus guttatus) se může sdružovat do hejn čítajících až 50 jedinců. Většinu bulbulů lze spatřit v párech nebo v malých rodinných skupinách. Hnízda si tito ptáci staví ve stromoví nebo v keřovém podrostu. Bývají tvořena rostlinnými materiály a většinou se nejedná o příliš uspořádané skulptury. Bulbulovití se živí různými plody, bezobratlými živočichy (až drobnými obratlovci) a některé druhy mohou požírat i pyl nebo nektar. Většina bulbulů je všežravá, což jim umožňuje využívat větší množství potravních zdrojů i během méně úživných období.

## Seznam rodů[2]
- Acritillas Oberholser, 1905
- Alcurus Blyth, 1843
- Alophoixus Oates, 1889
- Andropadus Swainson, 1832
- Arizelocichla Oberholser, 1905
- Atimastillas Oberholser, 1905
- Baeopogon Heine, 1860
- Bleda Bonaparte, 1857
- Brachypodius Blyth, 1845
- Calyptocichla Oberholser, 1905
- Chlorocichla Sharpe, 1882
- Criniger Temminck, 1820
- Euptilotus Reichenbach, 1850
- Eurillas Oberholser, 1899
- Hemixos Blyth, 1845
- Hypsipetes Vigors, 1831
- Iole Blyth, 1844
- Ixodia Blyth, 1845
- Ixonotus Verreaux & Verreaux, 1851
- Ixos Temminck, 1825
- Microtarsus Eyton, 1839
- Neolestes Cabanis, 1875
- Nok Fuchs, Pasquet, B. Stuart, Woxvold, Duckworth & Bowie, 2018
- Phyllastrephus Swainson, 1832
- Poliolophus Sharpe, 1877
- Pycnonotus Boie, 1826
- Rubigula Blyth, 1845
- Setornis Lesson, 1839
- Spizixos Blyth, 1845
- Stelgidillas Oberholser, 1899
- Thescelocichla Oberholser, 1905
- Tricholestes Salvadori, 1874